# 3Cat
|  | Aquest article tracta sobre la plataforma de continguts. Si cerqueu l'organisme i empresa pública, vegeu «Corporació Catalana de Mitjans Audiovisuals». |

3Cat és la plataforma digital de continguts de la Corporació Catalana de Mitjans Audiovisuals (CCMA), disponible tant en plataforma web com en aplicació. Pren el nom de la marca de la CCMA resultant de la fusió entre els diferents mitjans que la componen: Televisió de Catalunya (prenent el 3 de TV3) i Catalunya Ràdio, que passa a dir-se CatRàdio (Cat).
Aquesta nova marca de continguts audiovisuals en català rellevarà les marques esmentades Televisió de Catalunya i Catalunya Ràdio abans que finalitzi l'actual mandat de la CCMA el 2028.
L'objectiu és reformular l'estructura clàssica de televisió i ràdio, ja que hi afegeix els pòdcasts, els videopòdcasts i els xous de televisió exclusius, i es transforma en una fàbrica de continguts per convertir-se en una marca única.

## Història
El desembre de 2022 es va presentar el Pla Estratègic sota el lema "Connectem per arribar a tothom", que assenyalava com a objectiu un canvi del nom empresarial i institucional i que esdevindria també la marca de relació directa amb l'audiència. La nova imatge es va donar a conèixer públicament en una roda de premsa celebrada el 7 de maig de 2023.
El 30 d'octubre del mateix any es va posar en funcionament la nova plataforma digital, 3Cat, que fusiona els continguts de la televisió, la ràdio i els continguts digitals gestionats per la CCMA (Corporació Catalana de Mitjans Audiovisuals), englobant així en una mateixa plataforma els serveis de TV3, SX3, Catalunya Ràdio i  3alacarta. A més la creació d'aquesta va comportar l'addició de continguts creats exclusivament per la plataforma digital.
Amb la creació de 3Cat també es buscava millorar l'accessibilitat als continguts i serveis adaptant-se a les noves formes de consum audiovisual i fer arribar aquests continguts a una finestra generacional més àmplia de públic.

## Audiències
Des de la seva creació, segons dades de desembre de 2024, s'han registrat a la plataforma 1,17 milions d'usuaris que han generat al voltant de 219 milions de reproduccions de contingut audiovisual. Gairebé un milió de dispositius es connecten a 3Cat cada mes comportant unes 3,5 milions d'hores de consum. A més, cada mes la plataforma està afegint progressivament continguts, comptant ja amb 342.500 hores de continguts audiovisuals respecte a les 200.000 amb les que es va llençar al públic el 30 d'octubre del 2023.

## Contingut original
Televisió:
- Vosaltres mateixos
- Animals arquitectes
- La travessa
- Love cost
- Eufòria Street Dance
- Això no és Suècia
- La mirada de la Fiona
- Jo mai, mai
- Roni
- El forense
- Núñez
- Clímax
- Borgen
- Dopamina
- Cuina salvatge
- unfold
- Una altra història
- Cita bestial
- Cute!
- De la cullera a la ciutat!
- Ale-Hop!
- Tik Tak Factory
- El Cor de l'Avi
- Salvar la Lisa
- La senyoreta Scarlet i el duc
- Laberint de Pau
- Èpic Nails
- Futbol Modest
- À la ville de... París
- Sakura: la caçadora de cartes
- Històries de la primària
- Eufòria 3
- Eufòria Els Concerts
- Llim
- Marcians
- Fuet
- Bola de Drac
- Bola de Drac Z

Pòdcasts:
- El nou paradigma
- La turra
- Popap
- Spursito & Company
- Terra cremada
- El mar, El mur
- Ets un motivat
- Avui és Tàpies

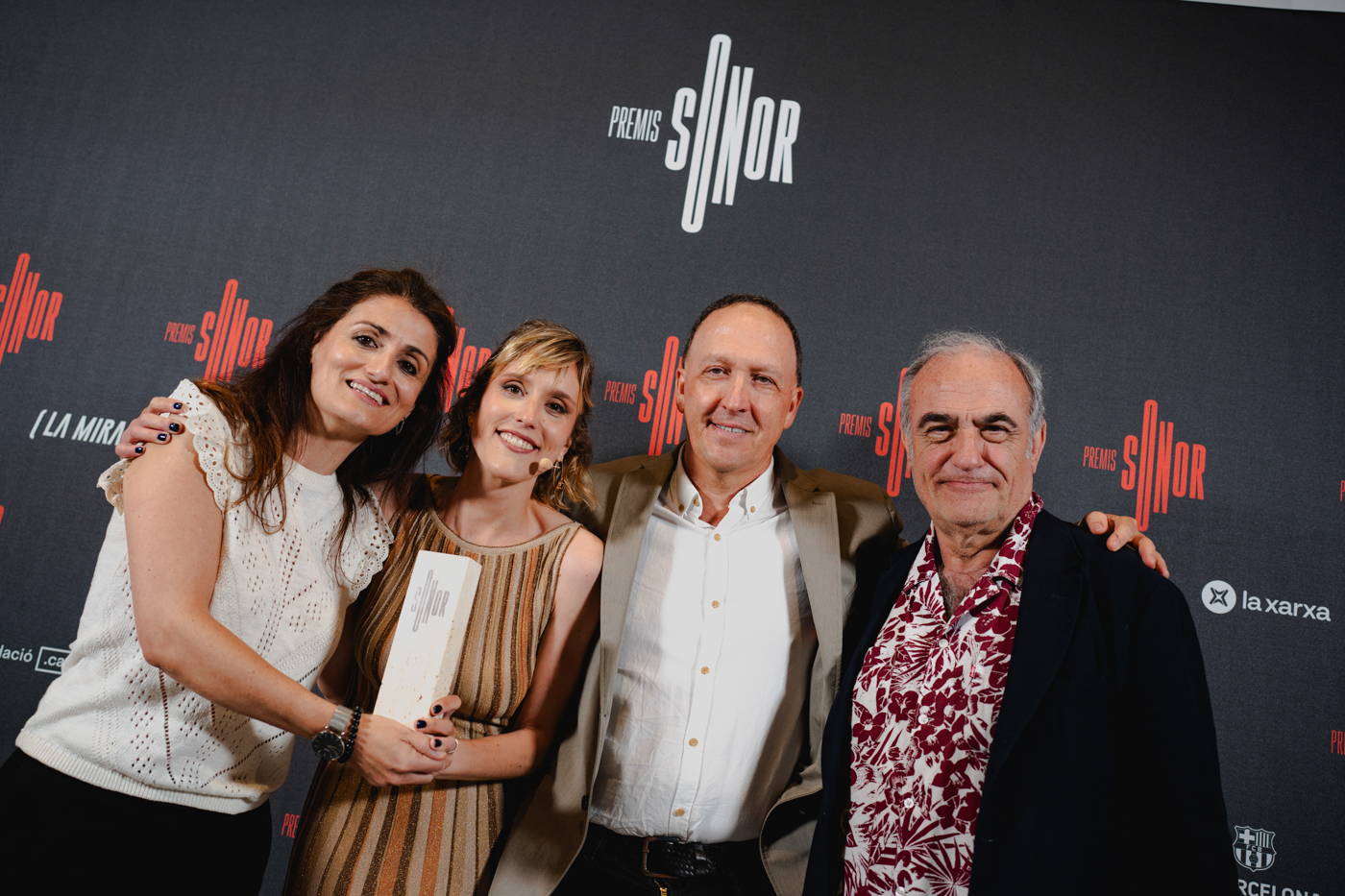
Equip del pòdcast Debriefing Garbo, guanyador del premi Sonor a la millor producció de 2025.

- Que no surti d'allà! (el pòdcast del Que no surti d'aquí)
- Futbol Modest
- Debriefing Garbo
- À la ville de… París
- L'ofici de viure
- Futbolcat
- Missió Mart
- La segona volta
- Talents
- Drama iCat
- Comarcal 947 2
- Ho He Superat (Vídeopòdcast)